# Solanum barbulatum
Solanum barbulatum là loài thực vật có hoa trong họ Cà. Loài này được Zahlbr. miêu tả khoa học đầu tiên năm 1892.